# Bosszútól fűtve
A Bosszútól fűtve (eredeti cím: Dead Man Down) 2013-ban bemutatott amerikai neo-noir bűnügyi-thriller, melyet Niels Arden Oplev rendezett, valamint Neal H. Moritz és J.H. Wyman írt. A főszerepben Colin Farrell, Noomi Rapace, Dominic Cooper és Terrence Howard látható. A film 2013. március 8-án jelent meg.
A Bosszútól fűtve volt Oplev első filmje a Tetovált lány (2009) óta, szintén Rapace főszereplésével és Jacob Groth zeneszerzővel.

## Cselekmény
Victor (Colin Farrell), egy magyar bevándorló beszivárgott egy Alphonse Hoyt (Terrence Howard) nevű kegyetlen főnök által irányított bűnbirodalomba. Célja, hogy Alphonse-zal megfizettesse feleségének és kislányának két évvel korábbi meggyilkolását. Victor fizikai és lelki kínzásokkal akar bosszút állni Alphonse-on, mielőtt végül megölné.
Victort figyeli Beatrice (Noomi Rapace), egy titokzatos fiatal nő, aki a vele szemben lévő lakásban lakik. Beatrice elkezd kapcsolatba lépni Victorral és érdeklődést mutat iránta. Az első randevújukon Beatrice felfedi valódi motivációját: van egy videója arról, ahogy Victor megöl egy férfit, és a rendőrséghez fordul, hacsak Victor nem öli meg a Beatrice arcát eltorzító részeg sofőrt.
Eközben Alphonse-t életveszélyesen megfenyegeti Victor. Egy lövöldözés során a jamaikaiakkal, akiket a fenyegetésekért felelősnek tart, Victor megmenti az életét, és ezzel elnyeri a bizalmát. Ahogy a fenyegetések egyre erősödnek, Alphonse bandáján belül egy férfi és Victor barátja, Darcy (Dominic Cooper) nyomoz a forrásuk után. Victor elrabolta az albán főgonosz Ilir Brozi (James Biberi) testvérét is, aki részt vett Victor családjának likvidálásában. Victor azt tervezi, hogy összevonja az albánokat és Alphonse embereit, hogy egyszerre likvidálhassa őket.
Victor egy háztetőről szándékosan sikertelen mesterlövész-támadást rendez Alphonse ellen, folytatva kínzási terveit. Azonban majdnem lebukik, de az őt követő Beatrice-nak köszönhetően sikerül elmenekülnie. Ilir testvérét, akit Victor elrabolt, megkötözve és bekötött szemmel tartják egy elhagyatott hajón. Victor készít egy videót, amelyben Ilir bátyja azt állítja, hogy Alphonse raktárának pincéjében tartják fogva, hogy ezzel Alphonse-t bemártsák, ami a raktárba csalogatná az albánokat, és így mindannyiukat egy helyre terelnék. Ezután megöli Ilir testvérét. 
Beatrice megkapja a videót tartalmazó memóriakártyát, amit elküld Ilirnek, hogy úgy tűnjön, mintha Alphonse csapata lenne felelős a bátyja elrablásáért. Alphonse, aki most már tudja, hogy a fenyegetések valakitől származnak a legénységéből, gyanakodni kezd, de nem akarja elhinni, hogy Victor az áruló, mivel korábban ő mentette meg az életét. Victor később értesíti Beatricét, hogy nem ő ölte meg az ittas sofőrt, hogy több időt tölthessenek együtt, tudván, hogy a gyilkosság milyen pszichológiai hatással lett volna rá. 
Victor csapdát állít az albánoknak és Alfonznak, de Beatrice egy híváson keresztül elárulja, hogy azért nem küldte el a memóriakártyát, mert nem akarta látni Victor halálát. Ebben a pillanatban Darcy, aki a lakása utáni nyomozás során rájön Victor valódi szándékaira, megfékezi Beatricét, és tájékoztatja Victort, hogy fogva tartják Alphonse házában.
Miközben Alphonse és az albánok összegyűlnek a házban, Victor a teherautójával belerohan a házba. Az ezt követő tűzharcban Victor megkíméli Darcy életét, és feljut a legfelső emeletre, ahol Beatrice-t Alphonse és Ilir tartja fogva. Beatrice megszökik az őrizetükből, miközben Victor sikeres előrenyomulása eltereli a figyelmüket, és elkezdi lejátszani a videót egy számítógépen. Ahogy Ilir meghallja a videót, fegyvert szegez Alphonse-ra, aki szerinte elárulta őt. Végül mindketten agyonlövik egymást.
Miközben Victor elmenekül Beatrice-szal, Darcy felemelt fegyverrel szembeszáll velük. Amikor megkérdezik tőle, hogy azért kímélte-e meg Darcy-t, mert neki felesége és gyermeke van, Victor azt válaszolja: „Nem, mert ők kaptak el téged”, mielőtt eldobná a fegyverét. Darcy is leereszti a fegyverét, és hagyja, hogy ők ketten távozzanak. Victor és Beatrice a metrón utaznak haza, és megcsókolják egymást.

## Szereplők
| Szerep               | Színész              | Magyar hang         |
| -------------------- | -------------------- | ------------------- |
| Victor/László Kerick | Colin Farrell        | Kálloy Molnár Péter |
| Beatrice Louzon      | Noomi Rapace         | Majsai-Nyilas Tünde |
| Darcy                | Dominic Cooper       | Moser Károly        |
| Alphonse Hoyt        | Terrence Howard      | Király Attila       |
| Maman Louzon         | Isabelle Huppert     | Kovács Nóra         |
| Terry                | Luis Da Silva        | Barabás Kiss Zoltán |
| Gregor               | F. Murray Abraham    | Varga Tamás         |
| Harry                | Andrew Stewart-Jones | Koncz István        |
| Lon Gordon           | Armand Assante       | Sörös Sándor        |

## Fordítás
- Ez a szócikk részben vagy egészben  a   Dead Man Down című angol Wikipédia-szócikk fordításán alapul.  Az eredeti cikk szerkesztőit annak laptörténete sorolja fel. Ez a jelzés csupán a megfogalmazás eredetét és a szerzői jogokat jelzi, nem szolgál a cikkben szereplő információk forrásmegjelöléseként.